# Dalia Muccioli
Dalia Muccioli (Cesenatico, 22 maggio 1993) è un'ex ciclista su strada italiana, attiva tra le Elite dal 2012 al 2019. Passista-scalatrice, nel 2013 si è laureata campionessa italiana in linea Elite.

## Carriera
Avvicinatasi al ciclismo all'età di otto anni, nella categoria juniores – in cui gareggia dal 2010 al 2011 – ottiene alcuni successi in gare italiane e diversi piazzamenti, tra cui, nel 2011, il quarto posto in linea ai campionati europei di Offida (gara vinta dalla connazionale Rossella Ratto).
Nel 2012, nemmeno diciannovenne, debutta nella categoria Elite con il team BePink di Walter Zini; in stagione viene anche convocata in Nazionale, pur con il ruolo di riserva, per la prova in linea Elite dei campionati del mondo di Valkenburg. L'anno dopo coglie, a sorpresa, il primo successo nella categoria, aggiudicandosi in solitaria la gara in linea dei campionati italiani Elite a Rancio Valcuvia. Nello stesso anno è quarta alla Muri Fermani e ottava nella gara in linea Under-23 ai campionati europei di Olomouc; viene inoltre convocata nuovamente in Nazionale, sempre da riserva, per i campionati del mondo in Toscana.
Nel 2014 veste la divisa dell'Astana-BePink, sempre sotto la direzione di Zini. In stagione non ottiene vittorie, si classifica però ottava nella Gracia-Orlová e nona sia nella prova tricolore in linea che in quella cronometro. Nel 2015 cambia casacca per trasferirsi tra le file della ALÉ-Cipollini, formazione diretta dall'ex professionista Giovanni Fidanza: in stagione conclude terza ai campionati nazionali in linea. L'anno dopo, ancora in maglia ALÉ-Cipollini, partecipa a numerose gare del calendario mondiale, tra cui le classiche di primavera e il Giro d'Italia, ma senza risultati di rilievo.
Dal 2017 al 2019 veste la divisa della formazione bergamasca Valcar, prendendo parte alle gare del calendario World Tour e piazzandosi quarta al Tour of Chongming Island 2018. Al termine della stagione 2019 annuncia il ritiro dall'attività.

## Palmarès
- 2013 (BePink, una vittoria)

Campionati italiani, Prova in linea

### Altri successi
- 2012 (BePink)

Classifica giovani Route de France
Trofeo Rosa di Premariacco
- 2013 (BePink)

Radsporttage Gippingen
2ª tappa Vuelta Ciclista a El Salvador (Santa Tecla, cronosquadre)
1ª tappa, 1ª semitappa Giro del Trentino (Revò > Lauregno, cronosquadre)

## Piazzamenti

### Gradi Giri
- Giro d'Italia

2013: 29ª
2014: 44ª
2015: 68ª
2016: 68ª
2017: 87ª
2018: 43ª
2019: 107ª

### Competizioni mondiali
- Campionati del mondo

Copenaghen 2011 - In linea Junior: 53ª
Toscana 2013 - Cronosquadre: 11ª